# Victor Harder
Victor Harder (* 21. November 1870; † 1933) war ein deutscher Konteradmiral der Kaiserlichen Marine.

## Leben
Victor Harder trat am 13. April 1889 in die Kaiserliche Marine ein. Als Seekadett war er ein Jahr später auf dem Panzerschiff Friedrich der Große. 1895 war er als Unterleutnant zur See erst Wachoffizier bei der II. Torpedobootsdivision und später noch auf dem 1. Stammschiff der Reservedivision der Nordsee. 1906/1907 war er als Kapitänleutnant Navigationsoffizier auf der Wettin. Ab Januar 1913 war er Kommandant des Kleinen Kreuzers Stralsund. Am 22. März 1914 wurde er zum Kapitän zur See befördert, kommandierte das Schiff bei der Seeschlacht bei Helgoland und dem Gefecht auf der Doggerbank. Bis Juli 1915 blieb er in diesem Kommando. Anschließend war er bis zur Versenkung im Juni 1916 Kommandant des Großen Kreuzers und Flaggschiff der I. Aufklärungsgruppe unter Vizeadmiral Franz Hipper Lützow, welche im Mai 1916 bei der Skagerrakschlacht gemeinsam mit dem Schwesterschiff Derfflinger zur Versenkung des britischen Schlachtkreuzers Invincible beitrug und aufgrund der bei der Schlacht erlittenen Schäden anschließend nach Wilhelmshaven geschickt wurden musste. Bei dieser Fahrt verzeichnete das Schiff so erhebliche Wassereinbrüche, dass es selbstversenkt werden musste. Vom 19. Oktober 1916 bis 5. August 1918 war er Kommandant des neu in Dienst gestellten Großlinienschiffs Baden. Bis Kriegsende war er Führer der II. Aufklärungsgruppe der Hochseeflotte und war im Januar 1919 letzter Flottenchef der Hochseeflotte. Am 22. November 1919 wurde er aus der Marine verabschiedet.
Am 26. Januar 1920 erhielt er den Charakter als Konteradmiral verliehen.